# Oscar-díj a legjobb eredeti filmzenének
A legjobb eredeti filmzenének járó Oscar-díjat az 1935-ös ceremónia óta osztják ki. A jelölést magának a fő zeneszerzőnek kell beküldenie az Akadémiához, és csak a fő zeneszerző kaphatja meg a díjat. A beküldött jelölésekre az Akadémia zenei szekciójának tagjai szavazhatnak, a legtöbb szavazatot kapott öt filmzene lesz a végső jelölt.
Az Oscar történelme folyamán a legtöbb jelölést John Williams kapta, 50 alkalommal, a legtöbbször pedig Alfred Newmant díjazták, kilenc alkalommal. Rózsa Miklós magyar származású zeneszerzőt 16 alkalommal jelölték a díjra és háromszor nyerte el.

## Története
Az Akadémia az 1935-ös, 7. Oscar-gála során osztotta ki először a díjat, Best Scoring (legjobb filmzene) néven. Ekkor még eredeti és adaptált műveket is lehetett jelölni. Charles Previn 1938-ban a Száz férfi és egy kislány című film zenei rendezésért nyerte el a díjat, mely vitákat váltott ki, ugyanis a filmnek nem volt megnevezett zeneszerzője és már meglévő klasszikus műveket használt fel. Ezt követően az Akadémia bevezette a legjobb eredeti filmzene (Best Original Score) kategóriát 1939-ben. 1942-ben a két kategóriát átnevezték: Best Music Score of a Dramatic Picture (legjobb filmzene drámai filmben) és Best Scoring of a Musical Picture (legjobb filmzene musicalfilmben) névre. Ez a műfaji kettéválasztás technikailag ma is létezik, bár 1985 óta nem került sor a musical kategória aktiválására, megfelelő jelöltek hiányában. 1942 és 1985 között három év kivételével (1958, 1981 és 1982) minden évben volt musical-filmzene kategória is.
A kategóriák nevének változása az idők folyamán:
| 1. Nem musical-filmzene - Best Music Score of a Dramatic Picture (legjobb filmzene drámai filmben, 1942) - Best Music Score of a Dramatic or Comedy Picture (legjobb filmzene drámai filmben vagy vígjátékban, 1943–1962) - Best Music Score—substantially original (legjobb filmzene, túlnyomórészt eredeti; 1963–1966) - Best Original Music Score (legjobb eredeti filmzene, 1967–1968) - Best Original Score—for a motion picture [not a musical] (legjobb eredeti zene mozgófilmben [nem musicalben], 1969–1970) - Best Original Score (legjobb eredeti filmzene, 1971, 1976–1995, 2000–) - Best Original Dramatic Score (legjobb eredeti drámai filmzene, 1972–1975, 1996–1999) | 2. Musical-filmzene - Best Scoring of a Musical Picture (legjobb filmzene musicalfilmben, 1942–1962) - Best Scoring of Music—adaptation or treatment (legjobb filmzene – adaptáció vagy feldolgozás, 1963–1968) - Best Score of a Musical Picture—original or adaptation (legjobb filmzene musicalfilmben – eredeti vagy adaptáció, 1969–1970) - Best Original Song Score (legjobb eredeti dalszerzés, 1971) - Best Scoring: Adaptation and Original Song Score (legjobb filmzene: adaptáció és eredeti dalszerzés, 1972–1973) - Best Scoring: Original Song Score and Adaptation -or- Scoring: Adaptation (legjobb filmzene: eredeti dalszerzés és adaptáció vagy zeneszerzés: adaptáció, 1974–1976) - Best Original Song Score and Its Adaptation or Adaptation Score (legjobb eredeti dalszerzés és annak adaptációja vagy adaptált filmzene, 1977–1978) - Best Adaptation Score (legjobb adaptált filmzene, 1979) - Best Original Song Score and Its Adaptation -or- Adaptation Score (legjobb eredeti dalszerzés és annak adaptációja vagy adaptált filmzene, 1980, 1983) - Best Original Song Score or Adaptation Score (legjobb eredeti dalszerzés vagy adaptált filmzene, 1984) - Best Original Song Score (legjobb eredeti dalszerzés, 1985) - Best Original Musical or Comedy Score (legjobb eredeti musical- vagy vígjátékfilmzene, 1996–1999) - Best Original Musical (legjobb eredeti musical, 2000) |

## Legjobb eredeti musical
A legjobb eredeti musicalnek járó Oscar-díj kategóriáját a 72. Oscar-gálán (2000) vezették be újra, miután a legjobb eredeti musical vagy vígjáték filmzenéje kategóriát megszüntették. Jelen minőségében még soha nem osztották ki, mivel nem volt elegendő számú film, mely megfelelt volna a kritériumoknak. Amennyiben az Akadémia zenei szekciójának vezetősége úgy látja, hogy elegendő megfelelő jelölés érkezik, a kategória újra aktiválható.
A szabályok szerint a legjobb eredeti musicalben legalább öt eredeti dalnak kell szerepelnie, melyeket ugyanazon szerző vagy szerzőcsapat írt, és ezeknek a daloknak vagy háttérzeneként vagy vizuálisan előadva kell szerepelni a filmben. Jelentős mértékben kell, hogy ábrázolva legyenek a filmben, jól érthetőnek, tiszta hangzásúnak kell lenniük és szerepet kell játszaniuk a történet előremozdításában. Tetszőlegesen választott, a történet szempontjából lényegtelen dalok gyűjteményét nem lehet elfogadni.

## Díjazottak és jelöltek

### 1930-as évek
| Év                                                                      | Film | Jelöltek |
| ----------------------------------------------------------------------- | --- | -------- |
| 1934 (7.)                                                               | |          |
| Csak nekem dalolj (One Night of Love)                                   | Columbia Studio zenei részleg, Louis Silvers, részlegvezető (zeneszerző: Victor Schertzinger & Gus Kahn)                |          |
| Continental (The Gay Divorcee)                                          | RKO Radio Studio zenei részleg, Max Steiner, részlegvezető (zeneszerző: Kenneth Webb & Sam Hoffenstein)                 |          |
| Elveszett őrjárat (The Lost Patrol)                                     | RKO Radio Studio Music zenei részleg, Max Steiner, részlegvezető (zeneszerző: Steiner)                                  |          |
| 1935 (8.)                                                               | |          |
| A besúgó (The Informer)                                                 | RKO Radio Studio zenei részleg, Max Steiner, részlegvezető (zeneszerző: Steiner)                                        |          |
| Blood kapitány (Captain Blood)                                          | Warner Bros.-First National Studio zenei részleg, Leo F. Forbstein, részlegvezető (zeneszerző: Erich Wolfgang Korngold) |          |
| Lázadás a Bountyn (Mutiny on the Bounty)                                | Metro-Goldwyn-Mayer Studio zenei részleg, Nat W. Finston, részlegvezető (zeneszerző: Herbert Stothart)                  |          |
| Álmok kertje (Peter Ibbetson)                                           | Paramount Studio zenei részleg, Irvin Talbot, részlegvezető (zeneszerző: Ernst Toch)                                    |          |
| 1936 (9.)                                                               | |          |
| Anthony Adverse                                                         | Warner Bros. Studio zenei részleg, Leo F. Forbstein, részlegvezető (zeneszerző: Erich Wolfgang Korngold)                |          |
| A könnyűlovasság/Balaklava (The Charge of the Light Brigade)            | Warner Bros. Studio zenei részleg Leo F. Forbstein, részlegvezető (zeneszerző: Max Steiner)                             |          |
| Allah kertje (The Garden of Allah)                                      | Selznick International Pictures zenei részleg, Max Steiner, részlegvezető (zeneszerző: Steiner)                         |          |
| Kínai arany (The General Died at Dawn)                                  | Paramount Studio zenei részleg, Boris Morros, részlegvezető (zeneszerző: Werner Janssen)                                |          |
| Winterset                                                               | RKO Radio Studio Music zenei részleg, Nathaniel Shilkret, részlegvezető (zeneszerző: Shilkret)                          |          |
| 1937 (10.)                                                              | |          |
| Száz férfi és egy kislány (One Hundred Men and a Girl)                  | Universal Studio zenei részleg, Charles Previn, részlegvezető (nincs megnevezve zeneszerző)                             |          |
| Hurrikán (The Hurricane)                                                | Samuel Goldwyn Studio zenei részleg, Alfred Newman, részlegvezető (zeneszerző: Newman)                                  |          |
| Chicago, a bűnös város (In Old Chicago)                                 | 20th Century-Fox Studio zenei részleg, Louis Silvers, részlegvezető (nincs megnevezve zeneszerző)                       |          |
| Zola élete (The Life of Emile Zola)                                     | Warner Bros. Studio zenei részleg, Leo F. Forbstein, részlegvezető (zeneszerző: Max Steiner)                            |          |
| A Kék Hold völgye (Lost Horizon)                                        | Columbia Studio zenei részleg, Morris Stoloff, részlegvezető (zeneszerző: Dimitri Tiomkin)                              |          |
| Make a Wish                                                             | Principal Productions, Hugo Riesenfeld, részlegvezető (zeneszerző: Riesenfeld)                                          |          |
| Orgonavirágzás (Maytime)                                                | Metro-Goldwyn-Mayer Studio zenei részleg, Nat W. Finston, részlegvezető (zeneszerző: Herbert Stothart)                  |          |
| Portia on Trial                                                         | Republic Studio zenei részleg, Alberto Colombo, részlegvezető (zeneszerző: Colombo)                                     |          |
| Királyi zűr (The Prisoner of Zenda)                                     | Selznick International Pictures zenei részleg, Alfred Newman, részlegvezető (zeneszerző: Newman)                        |          |
| Quality Street                                                          | RKO Radio Studio zenei részleg, Roy Webb, részlegvezető (zeneszerző: Webb)                                              |          |
| Hófehérke és a hét törpe (Snow White and the Seven Dwarfs)              | Walt Disney Studio zenei részleg, Leigh Harline, részlegvezető (zeneszerző: Frank Churchill, Harline & Paul Smith)      |          |
| Something to Sing About                                                 | Grand National Studio zenei részleg, Constantin Bakaleinikoff, részlegvezető (zeneszerző: Victor Schertzinger)          |          |
| Souls at Sea                                                            | Paramount Studio zenei részleg, Boris Morros, részlegvezető (zeneszerző: W. Franke Harling & Milan Roder)               |          |
| Vadnyugati őrjárat (Way Out West)                                       | Hal Roach Studio zenei részleg, Marvin Hatley, részlegvezető (zeneszerző: Hatley)                                       |          |
| 1938 (11.)                                                              | |          |
| Eredeti filmzene                                                        | |          |
| Robin Hood kalandjai (The Adventures of Robin Hood)                     | Erich Wolfgang Korngold                                                                                                 |          |
| Army Girl                                                               | Victor Young |          |
| A két tökfej (Block-Heads)                                              | Marvin Hatley |          |
| Blockade                                                                | Werner Janssen |          |
| Breaking the Ice                                                        | Victor Young |          |
| Floridai kaland (The Cowboy and the Lady)                               | Alfred Newman |          |
| If I Were King                                                          | Richard Hageman |          |
| Marie Antoinette                                                        | Herbert Stothart |          |
| Pacific Liner                                                           | Russell Bennett |          |
| Suez                                                                    | Louis Silvers |          |
| Mindenkit érhet szerencse (The Young in Heart)                          | Franz Waxman |          |
| Filmzene                                                                | |          |
| Alexander’s Ragtime Band                                                | Alfred Newman |          |
| Amanda két élete (Carefree)                                             | Victor Baravalle |          |
| Girls’ School                                                           | Morris Stoloff & Gregory Stone                                                                                          |          |
| The Goldwyn Follies                                                     | Alfred Newman |          |
| Jezabel (Jezebel)                                                       | Max Steiner |          |
| Szívek csalogánya (Mad About Music)                                     | Charles Previn & Frank Skinner                                                                                          |          |
| Storm Over Bengal                                                       | Cy Feuer |          |
| Kedvesek/Szerelmesek (Sweethearts)                                      | Herbert Stothart |          |
| There Goes My Heart                                                     | Marvin Hatley |          |
| Tropic Holiday                                                          | Boris Morros |          |
| Mindenkit érhet szerencse (The Young in Heart)                          | Franz Waxman |          |
| 1939 (12.)                                                              | |          |
| Eredeti filmzene                                                        | |          |
| Óz, a csodák csodája (The Wizard of Oz)                                 | Herbert Stothart |          |
| Későn jött boldogság (Dark Victory)                                     | Max Steiner |          |
| Eternally Yours                                                         | Werner Janssen |          |
| Golden Boy                                                              | Victor Young |          |
| Elfújta a szél (Gone with the Wind)                                     | Max Steiner |          |
| Gulliver utazásai (Gulliver’s Travels)                                  | Victor Young |          |
| A vasálarcos (The Man in the Iron Mask)                                 | Lud Gluskin & Lucien Moraweck                                                                                           |          |
| Man of Conquest                                                         | Victor Young |          |
| Nurse Edith Cavell                                                      | Anthony Collins |          |
| Egerek és emberek (Of Mice and Men)                                     | Aaron Copland |          |
| Árvíz Indiában (The Rains Came)                                         | Alfred Newman |          |
| Üvöltő szelek (Wuthering Heights)                                       | Alfred Newman |          |
| Filmzene                                                                | |          |
| Hatosfogat (Stagecoach)                                                 | Richard Hageman, W. Franke Harling, John Leipold & Leo Shuken                                                           |          |
| Nem gyerekjáték (Babes in Arms)                                         | Roger Edens & Georgie Stoll                                                                                             |          |
| Az első csók (First Love)                                               | Charles Previn |          |
| The Great Victor Herbert                                                | Phil Boutelje & Arthur Lange                                                                                            |          |
| A Notre Dame-i toronyőr (The Hunchback of Notre Dame)                   | Alfred Newman |          |
| Intermezzo                                                              | Lou Forbes |          |
| Becsületből elégtelen (Mr. Smith Goes to Washington)                    | Dimitri Tiomkin |          |
| Egerek és emberek (Of Mice and Men)                                     | Aaron Copland |          |
| Erzsébet és Essex magánélete (The Private Lives of Elizabeth and Essex) | Erich Wolfgang Korngold                                                                                                 |          |
| She Married a Cop                                                       | Cy Feuer |          |
| Swanee River                                                            | Louis Silvers |          |
| They Shall Have Music                                                   | Alfred Newman |          |
| Way Down South                                                          | Victor Young |          |

### 1940-es évek
| Év                                                                             | Film                                               | Jelöltek |
| ------------------------------------------------------------------------------ | -------------------------------------------------- | -------- |
| 1940 (13.)                                                                     |                                                    |          |
| Eredeti filmzene                                                               |                                                    |          |
| Pinokkió (Pinocchio)                                                           | Leigh Harline, Paul Smith & Ned Washington         |          |
| Arizona                                                                        | Victor Young                                       |          |
| Dark Command                                                                   | Victor Young                                       |          |
| The Fight for Life                                                             | Louis Gruenberg                                    |          |
| A diktátor (The Great Dictator)                                                | Meredith Willson                                   |          |
| A hétormú ház (The House of the Seven Gables)                                  | Frank Skinner                                      |          |
| The Howards of Virginia                                                        | Richard Hageman                                    |          |
| A levél (The Letter)                                                           | Max Steiner                                        |          |
| Hosszú út hazáig (The Long Voyage Home)                                        | Richard Hageman                                    |          |
| Kard és szerelem (The Mark of Zorro)                                           | Alfred Newman                                      |          |
| Kedvenc feleségem (My Favorite Wife)                                           | Roy Webb                                           |          |
| North West Mounted Police                                                      | Victor Young                                       |          |
| One Million B.C.                                                               | Werner Heymann                                     |          |
| A mi kis városunk (Our Town)                                                   | Aaron Copland                                      |          |
| A Manderley-ház asszonya (Rebecca)                                             | Franz Waxman                                       |          |
| A bagdadi tolvaj (The Thief of Bagdad)                                         | Rózsa Miklós                                       |          |
| Waterloo Híd (Waterloo Bridge)                                                 | Herbert Stothart                                   |          |
| Filmzene                                                                       |                                                    |          |
| Tin Pan Alley                                                                  | Alfred Newman                                      |          |
| Vágyak a viharban (Arise, My Love)                                             | Victor Young                                       |          |
| Hit Parade of 1941                                                             | Cy Feuer                                           |          |
| Irene                                                                          | Anthony Collins                                    |          |
| A mi kis városunk (Our Town)                                                   | Aaron Copland                                      |          |
| Hét tenger ördöge (The Sea Hawk)                                               | Erich Wolfgang Korngold                            |          |
| Táncoljunk együtt!/Második lehetőség (Second Chorus)                           | Artie Shaw                                         |          |
| Udvari bál (Spring Parade)                                                     | Charles Previn                                     |          |
| La Conga (Strike Up the Band)                                                  | Roger Edens & Georgie Stoll                        |          |
| 1941 (14.)                                                                     |                                                    |          |
| Filmzene drámai filmben                                                        |                                                    |          |
| Ördögi út a boldogsághoz (The Devil and Daniel Webster)                        | Bernard Herrmann                                   |          |
| Back Street                                                                    | Frank Skinner                                      |          |
| Szőke szélvész (Ball of Fire)                                                  | Alfred Newman                                      |          |
| Cheers for Miss Bishop                                                         | Edward Ward                                        |          |
| Aranypolgár (Citizen Kane)                                                     | Bernard Herrmann                                   |          |
| Ördög az emberben (Dr. Jekyll and Mr. Hyde)                                    | Franz Waxman                                       |          |
| Hold Back the Dawn                                                             | Victor Young                                       |          |
| Hová lettél, drága völgyünk? (How Green Was My Valley)                         | Alfred Newman                                      |          |
| King of the Zombies                                                            | Edward Kay                                         |          |
| Ladies in Retirement                                                           | Morris Stoloff & Ernst Toch                        |          |
| A kis rókák (The Little Foxes)                                                 | Meredith Willson                                   |          |
| Lydia                                                                          | Rózsa Miklós                                       |          |
| Mercy Island                                                                   | Cy Feuer & Walter Scharf                           |          |
| York őrmester (Sergeant York)                                                  | Max Steiner                                        |          |
| Hajnalodik (So Ends Our Night)                                                 | Louis Gruenberg                                    |          |
| Sundown                                                                        | Rózsa Miklós                                       |          |
| Gyanakvó szerelem (Suspicion)                                                  | Franz Waxman                                       |          |
| Tanks a Million                                                                | Edward Ward                                        |          |
| Imádlak, de elválok (That Uncertain Feeling)                                   | Werner Heymann                                     |          |
| This Woman Is Mine                                                             | Richard Hageman                                    |          |
| Filmzene musicalfilmben                                                        |                                                    |          |
| Dumbo                                                                          | Frank Churchill & Oliver Wallace                   |          |
| All-American Co-Ed                                                             | Edward Ward                                        |          |
| A blues születése (Birth of the Blues)                                         | Robert Emmett Dolan                                |          |
| Buck Privates                                                                  | Charles Previn                                     |          |
| The Chocolate Soldier                                                          | Herbert Stothart & Bronisław Kaper                 |          |
| Ice-Capades                                                                    | Cy Feuer                                           |          |
| Az eper-szőke (The Strawberry Blonde)                                          | Heinz Roemheld                                     |          |
| Sun Valley Serenade                                                            | Emil Newman                                        |          |
| Sunny                                                                          | Anthony Collins                                    |          |
| You’ll Never Get Rich                                                          | Morris W. Stoloff                                  |          |
| 1942 (15.)                                                                     |                                                    |          |
| Filmzene drámai filmben vagy vígjátékban                                       |                                                    |          |
| Utazás a múltból (Now, Voyager)                                                | Max Steiner                                        |          |
| Arabian Nights                                                                 | Frank Skinner                                      |          |
| Bambi                                                                          | Frank Churchill (posztumusz) & Edward Plumb        |          |
| A fekete hattyú (The Black Swan)                                               | Alfred Newman                                      |          |
| Korzikai testvérek (The Corsican Brothers)                                     | Dimitri Tiomkin                                    |          |
| Flying Tigers                                                                  | Victor Young                                       |          |
| Aranyláz (The Gold Rush)                                                       | Max Terr                                           |          |
| Boszorkányt vettem feleségül (I Married a Witch)                               | Roy Webb                                           |          |
| Joan of Paris                                                                  | Roy Webb                                           |          |
| A dzsungel könyve (Rudyard Kipling’s Jungle Book)                              | Rózsa Miklós                                       |          |
| Klondike Fury                                                                  | Edward Kay                                         |          |
| A Yankee-k dicsősége (The Pride of the Yankees)                                | Leigh Harline                                      |          |
| Megtalált évek (Random Harvest)                                                | Herbert Stothart                                   |          |
| Bosszú Shanghajban (The Shanghai Gesture)                                      | Richard Hageman                                    |          |
| Silver Queen                                                                   | Victor Young                                       |          |
| Take a Letter, Darling                                                         | Victor Young                                       |          |
| A csintalan úriember (The Talk of the Town)                                    | Friedrich Hollaender & Morris Stoloff              |          |
| Lenni vagy nem lenni (To Be or Not to Be)                                      | Werner Heymann                                     |          |
| Filmzene musicalfilmben                                                        |                                                    |          |
| Yankee Doodle Dandy                                                            | Ray Heindorf & Heinz Roemheld                      |          |
| Flying with Music                                                              | Edward Ward                                        |          |
| For Me and My Gal                                                              | Roger Edens & Georgie Stoll                        |          |
| Egész évben farsang (Holiday Inn)                                              | Robert Emmett Dolan                                |          |
| It Started with Eve                                                            | Hans J. Salter & Charles Previn                    |          |
| Johnny Doughboy                                                                | Walter Scharf                                      |          |
| My Gal Sal                                                                     | Alfred Newman                                      |          |
| Ismeretlen imádó (You Were Never Lovelier)                                     | Leigh Harline                                      |          |
| 1943 (16.)                                                                     |                                                    |          |
| Filmzene drámai filmben vagy vígjátékban                                       |                                                    |          |
| Bernadette (The Song of Bernadette)                                            | Alfred Newman                                      |          |
| The Amazing Mrs. Holliday                                                      | Frank Skinner & Hans J. Salter                     |          |
| Casablanca                                                                     | Max Steiner                                        |          |
| Commandos Strike at Dawn                                                       | Morris Stoloff & Louis Gruenberg                   |          |
| Tuskólábú (The Fallen Sparrow)                                                 | Roy Webb & Constantin Bakaleinikoff                |          |
| Akiért a harang szól (For Whom the Bell Tolls)                                 | Victor Young                                       |          |
| A hóhér halála (Hangmen Also Die!)                                             | Hanns Eisler                                       |          |
| Hi Diddle Diddle                                                               | Phil Boutelje                                      |          |
| In Old Oklahoma                                                                | Walter Scharf                                      |          |
| Johnny Come Lately                                                             | Leigh Harline                                      |          |
| The Kansan                                                                     | Gerard Carbonara                                   |          |
| Lady of Burlesque                                                              | Arthur Lange                                       |          |
| Madame Curie                                                                   | Herbert Stothart                                   |          |
| The Moon and Sixpence                                                          | Dimitri Tiomkin                                    |          |
| The North Star                                                                 | Aaron Copland                                      |          |
| Victory Through Air Power                                                      | Edward Plumb, Paul Smith & Oliver Wallace          |          |
| Filmzene musicalfilmben                                                        |                                                    |          |
| This Is the Army                                                               | Ray Heindorf                                       |          |
| Coney Island                                                                   | Alfred Newman                                      |          |
| Hit Parade of 1943                                                             | Walter Scharf                                      |          |
| Az operaház fantomja (Phantom of the Opera)                                    | Edward Ward                                        |          |
| Saludos Amigos                                                                 | Edward H. Plumb, Paul J. Smith & Charles Wolcott   |          |
| Légből kapott vőlegény (The Sky’s the Limit)                                   | Leigh Harline                                      |          |
| Something to Shout About                                                       | M.W. Stoloff                                       |          |
| Stage Door Canteen                                                             | Robert Emmett Dolan                                |          |
| Thousands Cheer                                                                | Herbert P. Stothart                                |          |
| 1944 (17.)                                                                     |                                                    |          |
| Filmzene drámai filmben vagy vígjátékban                                       |                                                    |          |
| Mióta távol vagy (Since You Went Away)                                         | Max Steiner                                        |          |
| Address Unknown                                                                | Morris Stoloff & Ernst Toch                        |          |
| The Adventures of Mark Twain                                                   | Max Steiner                                        |          |
| Szent Lajos király hídja (The Bridge of San Luis Rey)                          | Dimitri Tiomkin                                    |          |
| Casanova Brown                                                                 | Arthur Lange                                       |          |
| Christmas Holiday                                                              | Hans J. Salter                                     |          |
| Gyilkos vagyok (Double Indemnity)                                              | Rózsa Miklós                                       |          |
| The Fighting Seabees                                                           | Walter Scharf & Roy Webb                           |          |
| The Hairy Ape                                                                  | Michel Michelet & Edward Paul                      |          |
| Holnap történt (It Happened Tomorrow)                                          | Robert Stolz                                       |          |
| Jack London                                                                    | Fred Rich                                          |          |
| Kismet                                                                         | Herbert Stothart                                   |          |
| None but the Lonely Heart                                                      | Constantin Bakaleinikoff & Hanns Eisler            |          |
| A hercegnő és a kalóz (The Princess and the Pirate)                            | David Rose                                         |          |
| Summer Storm                                                                   | Karl Hajos                                         |          |
| Three Russian Girls                                                            | Franke Harling                                     |          |
| Up in Mabel’s Room                                                             | Edward Paul                                        |          |
| Voice in the Wind                                                              | Michel Michelet                                    |          |
| Wilson                                                                         | Alfred Newman                                      |          |
| The Woman of the Town                                                          | Rózsa Miklós                                       |          |
| Filmzene musicalfimben                                                         |                                                    |          |
| Címlaplány/Szépek szépe (Cover Girl)                                           | Morris Stoloff & Carmen Dragon                     |          |
| Brazil                                                                         | Walter Scharf                                      |          |
| Higher and Higher                                                              | Constantin Bakaleinikoff                           |          |
| Hollywood Canteen                                                              | Ray Heindorf                                       |          |
| Irish Eyes Are Smiling                                                         | Alfred Newman                                      |          |
| Knickerbocker Holiday                                                          | Werner Heymann & Kurt Weill                        |          |
| Lady in the Dark                                                               | Robert Emmett Dolan                                |          |
| Lady, Let’s Dance                                                              | Edward Kay                                         |          |
| Találkozunk St. Louis-ban/Találkozz velem St. Louisban! (Meet Me in St. Louis) | Georgie Stoll                                      |          |
| The Merry Monahans                                                             | Hans J. Salter                                     |          |
| Minstrel Man                                                                   | Ferde Grofé & Leo Erdody                           |          |
| Sensations of 1945                                                             | Mahlon Merrick                                     |          |
| Song of the Open Road                                                          | Charles Previn                                     |          |
| Anyámasszony katonája (Up in Arms)                                             | Louis Forbes & Ray Heindorf                        |          |
| 1945 (18.)                                                                     |                                                    |          |
| Filmzene drámai filmben vagy vígjátékban                                       |                                                    |          |
| Elbűvölve (Spellbound)                                                         | Rózsa Miklós                                       |          |
| Szent Mary harangjai (The Bells of St. Mary’s)                                 | Robert Emmett Dolan                                |          |
| Brewster’s Millions                                                            | William Walton                                     |          |
| Captain Kidd                                                                   | Werner Janssen                                     |          |
| The Enchanted Cottage                                                          | Roy Webb                                           |          |
| Flame of Barbary Coast                                                         | Morton Scott & Dale Butts                          |          |
| G. I. Honeymoon                                                                | Edward J. Kay                                      |          |
| G. I. Joe                                                                      | Louis Applebaum & Ann Ronell                       |          |
| Guest in the House                                                             | Werner Janssen                                     |          |
| Guest Wife                                                                     | Daniele Amfitheatrof                               |          |
| A mennyország kulcsa (The Keys of the Kingdom)                                 | Alfred Newman                                      |          |
| Férfiszenvedély (The Lost Weekend)                                             | Rózsa Miklós                                       |          |
| Love Letters                                                                   | Victor Young                                       |          |
| The Man Who Walked Alone                                                       | Karl Hajos                                         |          |
| Célpont: Burma (Objective, Burma!)                                             | Franz Waxman                                       |          |
| Paris Underground                                                              | Alexandre Tansman                                  |          |
| A Song to Remember                                                             | Rózsa Miklós & Morris Stoloff                      |          |
| Mindennapi kenyerünk/A délvidéki (The Southerner)                              | Werner Janssen                                     |          |
| This Love of Ours                                                              | Hans J. Salter                                     |          |
| The Valley of Decision                                                         | Herbert Stothart                                   |          |
| Nő az ablak mögött (The Woman in the Window)                                   | Arthur Lange & Hugo Friedhofer                     |          |
| Filmzene musicalfimben                                                         |                                                    |          |
| Horgonyt fel! (Anchors Aweigh)                                                 | Georgie Stoll                                      |          |
| Belle of the Yukon                                                             | Arthur Lange                                       |          |
| Can’t Help Singing                                                             | Jerome Kern (posztumusz) & Hans J. Salter          |          |
| Hitchhike to Happiness                                                         | Morton Scott                                       |          |
| Incendiary Blonde                                                              | Robert Emmett Dolan                                |          |
| Kék rapszódia (Rhapsody in Blue)                                               | Ray Heindorf & Max Steiner                         |          |
| State Fair                                                                     | Alfred Newman & Charles Henderson                  |          |
| Sunbonnet Sue                                                                  | Edward J. Kay                                      |          |
| A három lovag (The Three Caballeros)                                           | Edward Plumb, Paul Smith & Charles Wolcott         |          |
| Tonight and Every Night                                                        | Marlin Skiles & Morris Stoloff                     |          |
| Why Girls Leave Home                                                           | Walter Greene                                      |          |
| Csuda pasi (Wonder Man)                                                        | Louis Forbes & Ray Heindorf                        |          |
| 1946 (19.)                                                                     |                                                    |          |
| Filmzene drámai filmben vagy vígjátékban                                       |                                                    |          |
| Életünk legszebb évei (The Best Years of Our Lives)                            | Hugo Friedhofer                                    |          |
| Anna és a sziámi király (Anna and the King of Siam)                            | Bernard Herrmann                                   |          |
| V. Henrik (Henry V)                                                            | William Walton                                     |          |
| Humoreszk (Humoresque)                                                         | Franz Waxman                                       |          |
| A gyilkosok (The Killers)                                                      | Rózsa Miklós                                       |          |
| Filmzene musicalfimben                                                         |                                                    |          |
| The Jolson Story                                                               | Morris Stoloff                                     |          |
| Blue Skies                                                                     | Robert Emmett Dolan                                |          |
| Centennial Summer                                                              | Alfred Newman                                      |          |
| A Harvey lányok (The Harvey Girls)                                             | Lennie Hayton                                      |          |
| Éjjel-nappal (Night and Day)                                                   | Ray Heindorf & Max Steiner                         |          |
| 1947 (20.)                                                                     |                                                    |          |
| Filmzene drámai filmben vagy vígjátékban                                       |                                                    |          |
| Kettős élet (A Double Life)                                                    | Rózsa Miklós                                       |          |
| A püspök felesége (The Bishop’s Wife)                                          | Hugo Friedhofer                                    |          |
| Captain from Castile                                                           | Alfred Newman                                      |          |
| Forever Amber                                                                  | David Raksin                                       |          |
| Élet apával (Life with Father)                                                 | Max Steiner                                        |          |
| Filmzene musicalfilmben                                                        |                                                    |          |
| Mother Wore Tights                                                             | Alfred Newman                                      |          |
| Fiesta                                                                         | Johnny Green                                       |          |
| My Wild Irish Rose                                                             | Ray Heindorf & Max Steiner                         |          |
| Road to Rio                                                                    | Robert Emmett Dolan                                |          |
| A Dél dala – Rémusz bácsi meséi (Song of the South)                            | Daniele Amfitheatrof, Paul Smith & Charles Wolcott |          |
| 1948 (21.)                                                                     |                                                    |          |
| Filmzene drámai filmben vagy vígjátékban                                       |                                                    |          |
| Piros cipellők (The Red Shoes)                                                 | Brian Easdale                                      |          |
| Hamlet                                                                         | William Walton                                     |          |
| Szent Johanna (Joan of Arc)                                                    | Hugo Friedhofer                                    |          |
| Johnny Belinda                                                                 | Max Steiner                                        |          |
| The Snake Pit                                                                  | Alfred Newman                                      |          |
| Filmzene musicalfimben                                                         |                                                    |          |
| Húsvéti parádé (Easter Parade)                                                 | Johnny Green & Roger Edens                         |          |
| The Emperor Waltz                                                              | Victor Young                                       |          |
| The Pirate                                                                     | Lennie Hayton                                      |          |
| Romance on the High Seas                                                       | Ray Heindorf                                       |          |
| When My Baby Smiles at Me                                                      | Alfred Newman                                      |          |
| 1949 (22.)                                                                     |                                                    |          |
| Filmzene drámai filmben vagy vígjátékban                                       |                                                    |          |
| The Heiress                                                                    | Aaron Copland                                      |          |
| Beyond the Forest                                                              | Max Steiner                                        |          |
| Champion                                                                       | Dimitri Tiomkin                                    |          |
| Filmzene musicalfilmben                                                        |                                                    |          |
| Egy nap New Yorkban (On the Town)                                              | Roger Edens & Lennie Hayton                        |          |
| Jolson Sings Again                                                             | Morris Stoloff & George Duning                     |          |
| Look for the Silver Lining                                                     | Ray Heindorf                                       |          |

### 1950-es évek
| Év                                                             | Film                                                  | Jelöltek |
| -------------------------------------------------------------- | ----------------------------------------------------- | -------- |
| 1950 (23.)                                                     |                                                       |          |
| Filmzene drámai filmben vagy vígjátékban                       |                                                       |          |
| Alkony sugárút (Sunset Boulevard)                              | Franz Waxman                                          |          |
| Mindent Éváról (All About Eve)                                 | Alfred Newman                                         |          |
| The Flame and the Arrow                                        | Max Steiner                                           |          |
| No Sad Songs for Me                                            | George Duning                                         |          |
| Samson and Delilah                                             | Victor Young                                          |          |
| Filmzene musicalfimben                                         |                                                       |          |
| Annie Get Your Gun                                             | Adolph Deutsch & Roger Edens                          |          |
| Hamupipőke (Cinderella)                                        | Oliver Wallace & Paul J. Smith                        |          |
| I’ll Get By                                                    | Lionel Newman                                         |          |
| Három kis szó (Three Little Words)                             | André Previn                                          |          |
| The West Point Story                                           | Ray Heindorf                                          |          |
| 1951 (24.)                                                     |                                                       |          |
| Filmzene drámai filmben vagy vígjátékban                       |                                                       |          |
| Egy hely a nap alatt (A Place in the Sun)                      | Franz Waxman                                          |          |
| David and Bathsheba                                            | Alfred Newman                                         |          |
| Death of a Salesman                                            | Alex North                                            |          |
| Quo Vadis?                                                     | Rózsa Miklós                                          |          |
| A vágy villamosa (A Streetcar Named Desire)                    | Alex North                                            |          |
| Filmzene musicalfilmben                                        |                                                       |          |
| Egy amerikai Párizsban (An American in Paris)                  | Johnny Green & Saul Chaplin                           |          |
| Alice Csodaországban (Alice in Wonderland)                     | Oliver Wallace                                        |          |
| A nagy Caruso (The Great Caruso)                               | Peter Herman Adler & Johnny Green                     |          |
| A Riviérán (On the Riviera)                                    | Alfred Newman                                         |          |
| A Revű hajó (Show Boat)                                        | Adolph Deutsch & Conrad Salinger                      |          |
| 1952 (25.)                                                     |                                                       |          |
| Filmzene drámai filmben vagy vígjátékban                       |                                                       |          |
| Délidő (High Noon)                                             | Dimitri Tiomkin                                       |          |
| Ivanhoe                                                        | Rózsa Miklós                                          |          |
| Fatima (The Miracle of Our Lady of Fatima)                     | Max Steiner                                           |          |
| The Thief                                                      | Herschel Burke Gilbert                                |          |
| Viva Zapata!                                                   | Alex North                                            |          |
| Filmzene musicalfilmben                                        |                                                       |          |
| With a Song in My Heart                                        | Alfred Newman                                         |          |
| Hans Christian Andersen                                        | Walter Scharf                                         |          |
| The Jazz Singer                                                | Ray Heindorf & Max Steiner                            |          |
| The Medium                                                     | Gian-Carlo Menotti                                    |          |
| Ének az esőben (Singin’ in the Rain)                           | Lennie Hayton                                         |          |
| 1953 (26.)                                                     |                                                       |          |
| Filmzene drámai filmben vagy vígjátékban                       |                                                       |          |
| Lili                                                           | Bronisław Kaper                                       |          |
| Above and Beyond                                               | Hugo Friedhofer                                       |          |
| Most és mindörökké (From Here to Eternity)                     | Morris Stoloff & George Duning                        |          |
| Julius Caesar                                                  | Rózsa Miklós                                          |          |
| This Is Cinerama                                               | Louis Forbes                                          |          |
| Filmzene musicalfilmben                                        |                                                       |          |
| Call Me Madam                                                  | Alfred Newman                                         |          |
| The 5,000 Fingers of Dr. T.                                    | Friedrich Hollaender & Morris Stoloff                 |          |
| A zenevonat (The Band Wagon)                                   | Adolph Deutsch                                        |          |
| Calamity Jane                                                  | Ray Heindorf                                          |          |
| Csókolj meg, Katám! (Kiss Me Kate)                             | André Previn & Saul Chaplin                           |          |
| 1954 (27.)                                                     |                                                       |          |
| Filmzene drámai filmben vagy vígjátékban                       |                                                       |          |
| The High and the Mighty                                        | Dimitri Tiomkin                                       |          |
| Zendülés a Caine hadihajón (The Caine Mutiny)                  | Max Steiner                                           |          |
| Különös kirándulás (Genevieve)                                 | Larry Adler                                           |          |
| A rakparton (On the Waterfront)                                | Leonard Bernstein                                     |          |
| The Silver Chalice                                             | Franz Waxman                                          |          |
| Filmzene musicalfilmben                                        |                                                       |          |
| Hét menyasszony hét fivérnek (Seven Brides for Seven Brothers) | Adolph Deutsch & Saul Chaplin                         |          |
| Carmen Jones                                                   | Herschel Burke Gilbert                                |          |
| Glenn Miller élete (The Glenn Miller Story)                    | Joseph Gershenson & Henry Mancini                     |          |
| Csillag születik (A Star Is Born)                              | Ray Heindorf                                          |          |
| There’s No Business Like Show Business                         | Alfred & Lionel Newman                                |          |
| 1955 (28.)                                                     |                                                       |          |
| Filmzene drámai filmben vagy vígjátékban                       |                                                       |          |
| Love Is a Many-Splendored Thing                                | Alfred Newman                                         |          |
| Csatakiáltás (Battle Cry)                                      | Max Steiner                                           |          |
| Az aranykezű férfi (The Man with the Golden Arm)               | Elmer Bernstein                                       |          |
| Picnic (Picnic)                                                | George Duning                                         |          |
| The Rose Tattoo                                                | Alex North                                            |          |
| Filmzene musicalfilmben                                        |                                                       |          |
| Oklahoma!                                                      | Robert Russell Bennett, Jay Blackton & Adolph Deutsch |          |
| Daddy Long Legs                                                | Alfred Newman                                         |          |
| Macsók és macák (Guys and Dolls)                               | Jay Blackton & Cyril J. Mockridge                     |          |
| It’s Always Fair Weather                                       | André Previn                                          |          |
| Szeress vagy hagyj el! (Love Me or Leave Me)                   | Percy Faith & Georgie Stoll                           |          |
| 1956 (29.)                                                     |                                                       |          |
| Filmzene drámai filmben vagy vígjátékban                       |                                                       |          |
| 80 nap alatt a Föld körül (Around the World in 80 Days)        | Victor Young (posztumusz)                             |          |
| Anasztázia (Anastasia)                                         | Alfred Newman                                         |          |
| Between Heaven and Hell                                        | Hugo Friedhofer                                       |          |
| Óriás (Giant)                                                  | Dimitri Tiomkin                                       |          |
| Az esőcsináló (The Rainmaker)                                  | Alex North                                            |          |
| Filmzene musicalfilmben                                        |                                                       |          |
| Anna és a sziámi király (The King and I)                       | Alfred Newman & Ken Darby                             |          |
| The Best Things in Life Are Free                               | Lionel Newman                                         |          |
| The Eddy Duchin Story                                          | Morris Stoloff & George Duning                        |          |
| Gazdagok és szerelmesek (High Society)                         | Johnny Green & Saul Chaplin                           |          |
| Meet Me in Las Vegas                                           | Georgie Stoll & Johnny Green                          |          |
| 1957 (30.)                                                     |                                                       |          |
| Híd a Kwai folyón (The Bridge on the River Kwai)               | Malcolm Arnold                                        |          |
| Félévente randevú (An Affair to Remember)                      | Hugo Friedhofer                                       |          |
| Boy on a Dolphin                                               | Hugo Friedhofer                                       |          |
| Perri                                                          | Paul Smith                                            |          |
| Raintree County                                                | Johnny Green                                          |          |
| 1958 (31.)                                                     |                                                       |          |
| Filmzene drámai filmben vagy vígjátékban                       |                                                       |          |
| Az öreg halász és a tenger (The Old Man and the Sea)           | Dimitri Tiomkin                                       |          |
| Idegen a cowboyok között (The Big Country)                     | Jerome Moross                                         |          |
| Külön asztalok (Separate Tables)                               | David Raksin                                          |          |
| White Wilderness                                               | Oliver Wallace                                        |          |
| Oroszlánkölykök (The Young Lions)                              | Hugo Friedhofer                                       |          |
| Filmzene musicalfilmben                                        |                                                       |          |
| Gigi                                                           | André Previn                                          |          |
| The Bolshoi Ballet                                             | Jurij Fajer & Gennagyij Rozsdyesztvenszkij            |          |
| Damn Yankees                                                   | Ray Heindorf                                          |          |
| Mardi Gras                                                     | Lionel Newman                                         |          |
| South Pacific                                                  | Ken Darby & Alfred Newman                             |          |
| 1959 (32.)                                                     |                                                       |          |
| Filmzene drámai filmben vagy vígjátékban                       |                                                       |          |
| Ben-Hur                                                        | Rózsa Miklós                                          |          |
| Anna Frank naplója (The Diary of Anne Frank)                   | Alfred Newman                                         |          |
| Egy apáca története (The Nun’s Story)                          | Franz Waxman                                          |          |
| Az utolsó part (On the Beach)                                  | Ernest Gold                                           |          |
| Párnacsaták (Pillow Talk)                                      | Frank DeVol                                           |          |
| Filmzene musicalfilmben                                        |                                                       |          |
| Porgy és Bess                                                  | André Previn & Ken Darby                              |          |
| Öt penny (The Five Pennies)                                    | Leith Stevens                                         |          |
| Li’l Abner                                                     | Nelson Riddle & Joseph J. Lilley                      |          |
| Say One for Me                                                 | Lionel Newman                                         |          |
| Csipkerózsika (Sleeping Beauty)                                | George Bruns                                          |          |

### 1960-as évek
| Év                                                                                                | Film                                                                                 | Jelöltek |
| ------------------------------------------------------------------------------------------------- | ------------------------------------------------------------------------------------ | -------- |
| 1960 (33.)                                                                                        |                                                                                      |          |
| Filmzene drámai filmben vagy vígjátékban                                                          |                                                                                      |          |
| Exodus                                                                                            | Ernest Gold                                                                          |          |
| Alamo (The Alamo)                                                                                 | Dimitri Tiomkin                                                                      |          |
| Elmer Gantry                                                                                      | André Previn                                                                         |          |
| A hét mesterlövész (The Magnificent Seven)                                                        | Elmer Bernstein                                                                      |          |
| Spartacus                                                                                         | Alex North                                                                           |          |
| Filmzene musicalfilmben                                                                           |                                                                                      |          |
| Song Without End                                                                                  | Morris Stoloff & Harry Sukman                                                        |          |
| Bells Are Ringing                                                                                 | André Previn & Red Mitchell                                                          |          |
| Can-Can                                                                                           | Nelson Riddle                                                                        |          |
| Szeressünk! (Let's Make Love)                                                                     | Earle Hagen & Lionel Newman                                                          |          |
| Pepe                                                                                              | Johnny Green                                                                         |          |
| 1961 (34.)                                                                                        |                                                                                      |          |
| Filmzene drámai filmben vagy vígjátékban                                                          |                                                                                      |          |
| Álom luxuskivitelben (Breakfast at Tiffany’s)                                                     | Henry Mancini                                                                        |          |
| El Cid                                                                                            | Rózsa Miklós                                                                         |          |
| Fanny                                                                                             | Morris Stoloff & Harry Sukman                                                        |          |
| Navarone ágyúi (The Guns of Navarone)                                                             | Dimitri Tiomkin                                                                      |          |
| Summer and Smoke                                                                                  | Elmer Bernstein                                                                      |          |
| Filmzene musicalfilmben                                                                           |                                                                                      |          |
| West Side Story                                                                                   | Saul Chaplin, Johnny Green, Irwin Kostal & Sid Ramin                                 |          |
| Irány játékország (Babes in Toyland)                                                              | George Bruns                                                                         |          |
| Flower Drum Song                                                                                  | Alfred Newman & Ken Darby                                                            |          |
| Hovanscsina (Хованщина)                                                                           | Dmitrij Sosztakovics                                                                 |          |
| Párizs blues (Paris Blues)                                                                        | Duke Ellington                                                                       |          |
| 1962 (35.)                                                                                        |                                                                                      |          |
| Filmzene, túlnyomórészt eredeti                                                                   |                                                                                      |          |
| Arábiai Lawrence (Lawrence of Arabia)                                                             | Maurice Jarre                                                                        |          |
| Freud                                                                                             | Jerry Goldsmith                                                                      |          |
| Lázadás a Bountyn (Mutiny on the Bounty)                                                          | Bronisław Kaper                                                                      |          |
| Taras Bulba                                                                                       | Franz Waxman                                                                         |          |
| Ne bántsátok a feketerigót! (To Kill a Mockingbird)                                               | Elmer Bernstein                                                                      |          |
| Filmzene – adaptáció vagy feldolgozás                                                             |                                                                                      |          |
| The Music Man                                                                                     | Ray Heindorf                                                                         |          |
| Jumbo (Billy Rose’s Jumbo)                                                                        | Georgie Stoll                                                                        |          |
| Gigot                                                                                             | Michel Magne                                                                         |          |
| Gypsy                                                                                             | Frank Perkins                                                                        |          |
| Igaz mese a Grimm testvérekről (The Wonderful World of the Brothers Grimm)                        | Leigh Harline                                                                        |          |
| 1963 (36.)                                                                                        |                                                                                      |          |
| Filmzene, túlnyomórészt eredeti                                                                   |                                                                                      |          |
| Tom Jones                                                                                         | John Addison                                                                         |          |
| 55 nap Pekingben (55 Days at Peking)                                                              | Dimitri Tiomkin                                                                      |          |
| Kleopátra (Cleopatra)                                                                             | Alex North                                                                           |          |
| A vadnyugat hőskora (How the West Was Won)                                                        | Alfred Newman & Ken Darby                                                            |          |
| Bolond, bolond világ (It's a Mad, Mad, Mad, Mad World)                                            | Ernest Gold                                                                          |          |
| Filmzene – adaptáció vagy feldolgozás                                                             |                                                                                      |          |
| Irma, te édes (Irma la Douce)                                                                     | André Previn                                                                         |          |
| Bye Bye Birdie                                                                                    | Johnny Green                                                                         |          |
| A New Kind of Love                                                                                | Leith Stevens                                                                        |          |
| Vasárnapok Ville d'Avray-ban (Les dimanches de Ville d'Avray/Sundays and Cybele; francia nyelven) | Maurice Jarre                                                                        |          |
| A kőbe szúrt kard (The Sword in the Stone)                                                        | George Bruns                                                                         |          |
| 1964 (37.)                                                                                        |                                                                                      |          |
| Filmzene, túlnyomórészt eredeti                                                                   |                                                                                      |          |
| Mary Poppins                                                                                      | Sherman fivérek                                                                      |          |
| Becket                                                                                            | Laurence Rosenthal                                                                   |          |
| A Római Birodalom bukása (The Fall of the Roman Empire)                                           | Dimitri Tiomkin                                                                      |          |
| Csend, csend, édes Charlotte (Hush...Hush, Sweet Charlotte)                                       | Frank DeVol                                                                          |          |
| A Rózsaszín Párduc (The Pink Panther)                                                             | Henry Mancini                                                                        |          |
| Filmzene – adaptáció vagy feldolgozás                                                             |                                                                                      |          |
| My Fair Lady                                                                                      | André Previn                                                                         |          |
| Egy nehéz nap éjszakája (A Hard Day’s Night)                                                      | George Martin                                                                        |          |
| Mary Poppins                                                                                      | Irwin Kostal                                                                         |          |
| Robin és a hét gengszter (Robin and the 7 Hoods)                                                  | Nelson Riddle                                                                        |          |
| Az elsüllyeszthetetlen Molly Brown (The Unsinkable Molly Brown)                                   | Robert Armbruster, Leo Arnaud, Jack Elliott, Jack Hayes, Calvin Jackson & Leo Shuken |          |
| 1965 (38.)                                                                                        |                                                                                      |          |
| Filmzene, túlnyomórészt eredeti                                                                   |                                                                                      |          |
| Doktor Zsivágó (Doctor Zhivago)                                                                   | Maurice Jarre                                                                        |          |
| Agónia és extázis (The Agony and the Ecstasy)                                                     | Alex North                                                                           |          |
| A világ legszebb története – A Biblia (The Greatest Story Ever Told)                              | Alfred Newman                                                                        |          |
| Fekete-fehér (A Patch of Blue)                                                                    | Jerry Goldsmith                                                                      |          |
| Cherbourg-i esernyők (The Umbrellas of Cherbourg)                                                 | Michel Legrand & Jacques Demy                                                        |          |
| Filmzene – adaptáció vagy feldolgozás                                                             |                                                                                      |          |
| A muzsika hangja (The Sound of Music)                                                             | Irwin Kostal                                                                         |          |
| Cat Ballou legendája (Cat Ballou)                                                                 | Frank DeVol                                                                          |          |
| The Pleasure Seekers                                                                              | Lionel Newman & Alexander Courage                                                    |          |
| Ezer bohóc (A Thousand Clowns)                                                                    | Don Walker                                                                           |          |
| Cherbourg-i esernyők (The Umbrellas of Cherbourg)                                                 | Michel Legrand                                                                       |          |
| 1966 (39.)                                                                                        |                                                                                      |          |
| Eredeti filmzene                                                                                  |                                                                                      |          |
| Elza, a vadon szülötte (Born Free)                                                                | John Barry                                                                           |          |
| A Biblia (The Bible: In the Beginning...)                                                         | Majuzumi Tosihiró                                                                    |          |
| Hawaii                                                                                            | Elmer Bernstein                                                                      |          |
| Homokkavicsok (The Sand Pebbles)                                                                  | Jerry Goldsmith                                                                      |          |
| Nem félünk a farkastól (Who's Afraid of Virginia Woolf?)                                          | Alex North                                                                           |          |
| Filmzene – adaptáció vagy feldolgozás                                                             |                                                                                      |          |
| Ez mind megtörtént útban a Fórum felé (A Funny Thing Happened on the Way to the Forum)            | Ken Thorne                                                                           |          |
| Máté evangéliuma (Il vangelo secondo Matteo/The Gospel According to St. Matthew)                  | Luis Bacalov                                                                         |          |
| A hét mesterlövész visszatér (Return of the Seven)                                                | Elmer Bernstein                                                                      |          |
| The Singing Nun                                                                                   | Harry Sukman                                                                         |          |
| Stop the World – I Want to Get Off                                                                | Al Ham                                                                               |          |
| 1967 (40.)                                                                                        |                                                                                      |          |
| Eredeti filmzene                                                                                  |                                                                                      |          |
| Ízig-vérig modern Millie (Thoroughly Modern Millie)                                               | Elmer Bernstein                                                                      |          |
| Bilincs és mosoly (Cool Hand Luke)                                                                | Lalo Schifrin                                                                        |          |
| Doktor Doolittle (Doctor Dolittle)                                                                | Leslie Bricusse                                                                      |          |
| Távol a tébolyult tömegtől (Far from the Madding Crowd; brit)                                     | Richard Rodney Bennett                                                               |          |
| Hidegvérrel (In Cold Blood)                                                                       | Quincy Jones                                                                         |          |
| Filmzene – adaptáció vagy feldolgozás                                                             |                                                                                      |          |
| Camelot                                                                                           | Alfred Newman & Ken Darby                                                            |          |
| Doktor Doolittle (Doctor Dolittle)                                                                | Lionel Newman & Alexander Courage                                                    |          |
| Találd ki, ki jön vacsorára! (Guess Who's Coming to Dinner)                                       | Frank DeVol                                                                          |          |
| Ízig-vérig modern Millie (Thoroughly Modern Millie)                                               | André Previn & Joseph Gershenson                                                     |          |
| Valley of the Dolls                                                                               | John Williams                                                                        |          |
| 1968 (41.)                                                                                        |                                                                                      |          |
| Eredeti filmzene mozgófilmben (nem musicalben)                                                    |                                                                                      |          |
| Az oroszlán télen (The Lion in Winter)                                                            | John Barry                                                                           |          |
| The Fox                                                                                           | Lalo Schifrin                                                                        |          |
| A majmok bolygója (Planet of the Apes)                                                            | Jerry Goldsmith                                                                      |          |
| A halász cipője (The Shoes of the Fisherman)                                                      | Alex North                                                                           |          |
| A Thomas Crown-ügy (The Thomas Crown Affair)                                                      | Michel Legrand                                                                       |          |
| Filmzene musicalfilmben – eredeti vagy adaptáció                                                  |                                                                                      |          |
| Olivér (Oliver!)                                                                                  | Johnny Green (adaptáció)                                                             |          |
| Szivárványvölgy (Finian's Rainbow)                                                                | Ray Heindorf (adaptáció)                                                             |          |
| Funny Girl                                                                                        | Walter Scharf (adaptáció)                                                            |          |
| Star!                                                                                             | Lennie Hayton (adaptáció)                                                            |          |
| A Rochefort-i kisasszonyok (Les demoiselles de Rochefort; francia)                                | Michel Legrand (zene és adaptáció) & Jacques Demy (dalszöveg)                        |          |
| 1969 (42.)                                                                                        |                                                                                      |          |
| Eredeti filmzene mozgófilmben (nem musicalben)                                                    |                                                                                      |          |
| Butch Cassidy és a Sundance kölyök (Butch Cassidy and the Sundance Kid)                           | Burt Bacharach                                                                       |          |
| Anna ezer napja (Anne of the Thousand Days)                                                       | Georges Delerue                                                                      |          |
| Zsiványok (The Reivers)                                                                           | John Williams                                                                        |          |
| Santa Vittoria titka (The Secret of Santa Vittoria)                                               | Ernest Gold                                                                          |          |
| Vad banda (The Wild Bunch)                                                                        | Jerry Fielding                                                                       |          |
| Filmzene musicalfilmben – eredeti vagy adaptáció                                                  |                                                                                      |          |
| Hello, Dolly!                                                                                     | Lennie Hayton & Lionel Newman (adaptáció)                                            |          |
| Viszlát, Mr. Chips! (Goodbye, Mr. Chips)                                                          | Leslie Bricusse (zene és dalszöveg) & John Williams (adaptáció)                      |          |
| Fesd át a kocsidat! (Paint Your Wagon)                                                            | Nelson Riddle (adaptáció)                                                            |          |
| Édes Charity (Sweet Charity)                                                                      | Cy Coleman (adaptáció)                                                               |          |
| A lovakat lelövik, ugye? (They Shoot Horses, Don't They?)                                         | Johnny Green & Albert Woodbury (adaptáció)                                           |          |

### 1970-es évek
| Év                                                                            | Film | Jelöltek |
| ----------------------------------------------------------------------------- | --- | -------- |
| 1970 (43.)                                                                    | |          |
| Eredeti filmzene                                                              | |          |
| Love Story                                                                    | Francis Lai |          |
| Airport                                                                       | Alfred Newman (posztumusz)                                                                                            |          |
| Cromwell                                                                      | Frank Cordell |          |
| A tábornok/Patton tábornok (Patton)                                           | Jerry Goldsmith |          |
| Napraforgó (I Girasoli; olasz–francia–szovjet)                                | Henry Mancini |          |
| Eredeti dalszerzés                                                            | |          |
| Let It Be                                                                     | The Beatles (zene és dalszöveg)                                                                                       |          |
| A gyerekgyáros (The Baby Maker)                                               | Fred Karlin (zene) & Tylwyth Kymry (dalszöveg)                                                                        |          |
| Barátom, Charlie Brown (A Boy Named Charlie Brown)                            | Rod McKuen (zene és dalszöveg), Uncle John (zene), Bill Melendez & Al Shean (dalszöveg), & Vince Guaraldi (adaptáció) |          |
| Lili drágám (Darling Lili)                                                    | Henry Mancini (zene) & Johnny Mercer (dalszöveg)                                                                      |          |
| Scrooge                                                                       | Leslie Bricusse (zene és dalszöveg), Ian Fraser & Herbert W. Spencer (adaptáció)                                      |          |
| 1971 (44.)                                                                    | |          |
| Eredeti drámai filmzene                                                       | |          |
| Kamaszkorom legszebb nyara (Summer of '42)                                    | Michel Legrand |          |
| Mária, a skótok királynője (Mary, Queen of Scots)                             | John Barry |          |
| Cárok végnapjai (Nicholas and Alexandra)                                      | Richard Rodney Bennett                                                                                                |          |
| Shaft                                                                         | Isaac Hayes |          |
| Szalmakutyák (Straw Dogs)                                                     | Jerry Fielding |          |
| Adaptáció és eredeti dalszerzés                                               | |          |
| Hegedűs a háztetőn (Fiddler on the Roof)                                      | John Williams (adaptáció)                                                                                             |          |
| Ágygömb és seprűnyél (Bedknobs and Broomsticks)                               | Sherman fivérek (dalszerzés) & Irwin Kostal (adaptáció)                                                               |          |
| Twiggy, a sztár (The Boy Friend)                                              | Peter Maxwell Davies & Peter Greenwell (adaptáció)                                                                    |          |
| Csajkovszkij (Чайковский/Tchaikovsky; szovjet)                                | Dimitri Tiomkin (adaptáció)                                                                                           |          |
| Willy Wonka és a csokigyár (Willy Wonka & the Chocolate Factory)              | Leslie Bricusse & Anthony Newley (dalszerzés) & Walter Scharf (adaptáció)                                             |          |
| 1972 (45.)                                                                    | |          |
| Eredeti drámai filmzene                                                       | |          |
| Rivaldafény (Limelight)                                                       | Charlie Chaplin, Raymond Rasch (posztumusz) & Larry Russell (posztumusz)                                              |          |
| A Keresztapa (The Godfather) (diszkvalifikálták)                              | Nino Rota |          |
| Végzetes képzelgések (Images)                                                 | John Williams |          |
| Napoleon és Samantha (Napoleon and Samantha)                                  | Buddy Baker |          |
| A Poszeidon katasztrófa (The Poseidon Adventure)                              | John Williams |          |
| A mesterdetektív (Sleuth)                                                     | John Addison |          |
| Adaptáció és eredeti dalszerzés                                               | |          |
| Kabaré (Cabaret)                                                              | Ralph Burns (adaptáció)                                                                                               |          |
| A Lady bluest énekel (Lady Sings the Blues)                                   | Gil Askey (adaptáció)                                                                                                 |          |
| La Mancha lovagja (Man of La Mancha)                                          | Laurence Rosenthal (adaptáció)                                                                                        |          |
| 1973 (46.)                                                                    | |          |
| Eredeti drámai filmzene                                                       | |          |
| Ilyenek voltunk (The Way We Were)                                             | Marvin Hamlisch |          |
| Cinderella Liberty                                                            | John Williams |          |
| A delfin napja (The Day of the Dolphin)                                       | Georges Delerue |          |
| Pillangó (Papillon)                                                           | Jerry Goldsmith |          |
| Egy kis előkelőség (A Touch of Class)                                         | John Cameron |          |
| Legjobb filmzene: eredeti dalszerzés és adaptáció vagy zeneszerzés: adaptáció | |          |
| A nagy balhé (The Sting)                                                      | Marvin Hamlisch (adaptáció)                                                                                           |          |
| Jézus Krisztus szupersztár (Jesus Christ Superstar)                           | André Previn, Herbert W. Spencer & Andrew Lloyd Webber (adaptáció)                                                    |          |
| Tom Sawyer kalandjai (Tom Sawyer)                                             | Sherman Brothers (dalszerzés) & John Williams (adaptáció)                                                             |          |
| 1974 (47.)                                                                    | |          |
| Eredeti drámai filmzene                                                       | |          |
| A Keresztapa II. (The Godfather: Part II)                                     | Nino Rota & Carmine Coppola                                                                                           |          |
| Kínai negyed (Chinatown)                                                      | Jerry Goldsmith |          |
| Gyilkosság az Orient expresszen (Murder on the Orient Express)                | Richard Rodney Bennett                                                                                                |          |
| A bábmester (Shanks)                                                          | Alex North |          |
| Pokoli torony (The Towering Inferno)                                          | John Williams |          |
| Legjobb filmzene: eredeti dalszerzés és adaptáció vagy zeneszerzés: adaptáció | |          |
| A nagy Gatsby (The Great Gatsby)                                              | Nelson Riddle (adaptáció)                                                                                             |          |
| A kis herceg (The Little Prince)                                              | Alan Jay Lerner & Frederick Loewe (dalszerzés), Angela Morley & Douglas Gamley (adaptáció)                            |          |
| A Paradicsom fantomja (Phantom of the Paradise)                               | Paul Williams (dalszerzés, adaptáció) & George Tipton (adaptáció)                                                     |          |
| 1975 (48.)                                                                    | |          |
| Eredeti filmzene                                                              | |          |
| A cápa (Jaws)                                                                 | John Williams |          |
| A madarak is, a méhek is... (Birds Do It, Bees Do It)                         | Gerald Fried |          |
| Lóverseny winchesterre és musztángokra (Bite the Bullet)                      | Alex North |          |
| Száll a kakukk fészkére (One Flew Over the Cuckoo's Nest)                     | Jack Nitzsche |          |
| A szél és az oroszlán (The Wind and the Lion)                                 | Jerry Goldsmith |          |
| Filmzene: eredeti dalszerzés és adaptáció vagy zeneszerzés: adaptáció         | |          |
| Barry Lyndon                                                                  | Leonard Rosenman (adaptáció)                                                                                          |          |
| Funny Lady                                                                    | Peter Matz (adaptáció)                                                                                                |          |
| Tommy                                                                         | Pete Townshend (adaptáció)                                                                                            |          |
| 1976 (49.)                                                                    | |          |
| Eredeti filmzene                                                              | |          |
| Ómen (The Omen)                                                               | Jerry Goldsmith |          |
| Megszállottság (Obsession)                                                    | Bernard Herrmann (posztumusz)                                                                                         |          |
| A törvényenkívüli Josey Wales (The Outlaw Josey Wales)                        | Jerry Fielding |          |
| Taxisofőr (Taxi Driver)                                                       | Bernard Herrmann (posztumusz)                                                                                         |          |
| Az elátkozottak utazása (Voyage of the Damned)                                | Lalo Schifrin |          |
| Eredeti dalszerzés és annak adaptációja vagy adaptált filmzene                | |          |
| Dicsőségre ítélve (Bound for Glory)                                           | Leonard Rosenman (adaptáció)                                                                                          |          |
| Bugsy Malone                                                                  | Paul Williams (dalszerzés és adaptáció)                                                                               |          |
| Csillag születik (A Star Is Born)                                             | Roger Kellaway (adaptáció)                                                                                            |          |
| 1977 (50.)                                                                    | |          |
| Eredeti filmzene                                                              | |          |
| Star Wars (Star Wars)                                                         | John Williams |          |
| Harmadik típusú találkozások (Close Encounters of the Third Kind)             | John Williams |          |
| Júlia (Julia)                                                                 | Georges Delerue |          |
| Az üzenet (The Message)                                                       | Maurice Jarre |          |
| A kém, aki szeretett engem (The Spy Who Loved Me)                             | Marvin Hamlisch |          |
| Eredeti dalszerzés és annak adaptációja vagy adaptált filmzene                | |          |
| Egy kis éji zene (A Little Night Music)                                       | Jonathan Tunick (adaptáció)                                                                                           |          |
| Peti sárkánya (Pete's Dragon)                                                 | Al Kasha & Joel Hirschhorn (dalszerzés) & Irwin Kostal (adaptáció)                                                    |          |
| Papucs és rózsa (The Slipper and the Rose)                                    | Sherman Brothers (dalszerzés) & Angela Morley (dalszerzés)                                                            |          |
| 1978 (51.)                                                                    | |          |
| Eredeti filmzene                                                              | |          |
| Éjféli expressz (Midnight Express)                                            | Giorgio Moroder |          |
| A brazíliai fiúk (The Boys from Brazil)                                       | Jerry Goldsmith |          |
| Mennyei napok (Days of Heaven)                                                | Ennio Morricone |          |
| Ép testben épp, hogy élek (Heaven Can Wait)                                   | Dave Grusin |          |
| Superman                                                                      | John Williams |          |
| Adaptált filmzene                                                             | |          |
| Buddy Holly története (The Buddy Holly Story)                                 | Joe Renzetti |          |
| Csinos kislány (Pretty Baby)                                                  | Jerry Wexler |          |
| A Wiz (The Wiz)                                                               | Quincy Jones |          |
| 1979 (52.)                                                                    | |          |
| Eredeti filmzene                                                              | |          |
| Egy kis romantika (A Little Romance)                                          | Georges Delerue |          |
| Bombanő (10)                                                                  | Henry Mancini |          |
| A rettegés háza (The Amityville Horror)                                       | Lalo Schifrin |          |
| A bajnok (The Champ)                                                          | Dave Grusin |          |
| Star Trek: Csillagösvény (Star Trek: The Motion Picture)                      | Jerry Goldsmith |          |
| Eredeti dalszerzés és annak adaptációja vagy adaptált filmzene                | |          |
| Mindhalálig zene (All That Jazz)                                              | Ralph Burns (adaptáció)                                                                                               |          |
| Start két keréken/Az utolsó gyönyörű nyár (Breaking Away)                     | Patrick Williams (adaptáció)                                                                                          |          |
| Muppet-show (The Muppet Movie)                                                | Paul Williams (dalszerzés és zene adaptációja) & Kenny Ascher (dalszerzés)                                            |          |

### 1980-as évek
| Év                                                                             | Film | Jelöltek |
| ------------------------------------------------------------------------------ | --- | -------- |
| 1980 (53.)                                                                     | |          |
| Hírnév (Fame)                                                                  | Michael Gore |          |
| Változó állapotok (Altered States)                                             | John Corigliano |          |
| Az elefántember (The Elephant Man)                                             | John Morris |          |
| Star Wars: A Birodalom visszavág (The Empire Strikes Back)                     | John Williams |          |
| Egy tiszta nő (Tess)                                                           | Philippe Sarde |          |
| 1981 (54.)                                                                     | |          |
| Tűzszekerek (Chariots of Fire)                                                 | Vangelis |          |
| A sárkányölő (Dragonslayer)                                                    | Alex North |          |
| Az aranytó (On Golden Pond)                                                    | Dave Grusin |          |
| Ragtime                                                                        | Randy Newman |          |
| Az elveszett frigyláda fosztogatói (Raiders of the Lost Ark)                   | John Williams |          |
| 1982 (55.)                                                                     | |          |
| Eredeti filmzene                                                               | |          |
| E. T., a földönkívüli (E.T. the Extra-Terrestrial)                             | John Williams |          |
| Gandhi                                                                         | Ravi Shankar & George Fenton |          |
| Garni-zóna/Tiszt és úriember (An Officer and a Gentleman)                      | Jack Nitzsche |          |
| Poltergeist – Kopogó szellem (Poltergeist)                                     | Jerry Goldsmith |          |
| Sophie választása (Sophie's Choice)                                            | Marvin Hamlisch |          |
| Eredeti dalszerzés és annak adaptációja vagy adaptált filmzene                 | |          |
| Viktor, Viktória (Victor/Victoria)                                             | Henry Mancini (dalszerzés és adaptáció) & Leslie Bricusse (dalszerzés) |          |
| Annie                                                                          | Ralph Burns (adaptáció) |          |
| Szívbéli (One from the Heart)                                                  | Tom Waits (song score) |          |
| 1983 (56.)                                                                     | |          |
| Eredeti filmzene                                                               | |          |
| Az igazak (The Right Stuff)                                                    | Bill Conti |          |
| Cross Creek                                                                    | Leonard Rosenman |          |
| Star Wars: A Jedi visszatér (Return of the Jedi)                               | John Williams |          |
| Becéző szavak (Terms of Endearment)                                            | Michael Gore |          |
| Tűzvonalban (Under Fire)                                                       | Jerry Goldsmith |          |
| Eredeti dalszerzés és annak adaptációja vagy adaptált filmzene                 | |          |
| Yentl                                                                          | Michel Legrand (dalszerzés és adaptáció) & Alan & Marilyn Bergman (dalszerzés) |          |
| A nagy balhé 2. (The Sting II)                                                 | Lalo Schifrin (adaptáció) |          |
| Szerepcsere (Trading Places)                                                   | Elmer Bernstein (adaptáció) |          |
| 1984 (57.)                                                                     | |          |
| Eredeti filmzene                                                               | |          |
| Út Indiába (A Passage to India)                                                | Maurice Jarre |          |
| Indiana Jones és a végzet temploma (Indiana Jones and the Temple of Doom)      | John Williams |          |
| Őstehetség (The Natural)                                                       | Randy Newman |          |
| A folyó (The River)                                                            | John Williams |          |
| A vulkán alatt (Under the Volcano)                                             | Alex North |          |
| Eredeti dalszerzés                                                             | |          |
| Bíboreső (Purple Rain)                                                         | Prince |          |
| Muppet-show New Yorkban (The Muppets Take Manhattan)                           | Jeff Moss |          |
| Dalszerző (Songwriter)                                                         | Kris Kristofferson |          |
| 1985 (58.)                                                                     | |          |
| Távol Afrikától (Out of Africa)                                                | John Barry |          |
| Ágnes, az Isten báránya (Agnes of God)                                         | Georges Delerue |          |
| Bíborszín (The Color Purple)                                                   | Chris Boardman, Jorge Calandrelli, Andraé Crouch, Jack Hayes, Jerry Hey, Quincy Jones, Randy Kerber, Jeremy Lubbock, Joel Rosenbaum, Caiphus Semenya, Fred Steiner & Rod Temperton |          |
| Silverado                                                                      | Bruce Broughton |          |
| A kis szemtanú (Witness)                                                       | Maurice Jarre |          |
| 1986 (59.)                                                                     | |          |
| Jazz Párizsban (Round Midnight)                                                | Herbie Hancock |          |
| A bolygó neve: Halál (Aliens)                                                  | James Horner |          |
| A legjobb dobás (Hoosiers)                                                     | Jerry Goldsmith |          |
| A misszió (The Mission)                                                        | Ennio Morricone |          |
| Star Trek IV: A hazatérés (Star Trek IV: The Voyage Home)                      | Leonard Rosenman |          |
| 1987 (60.)                                                                     | |          |
| Az utolsó császár (The Last Emperor)                                           | Szakamoto Rjúicsi, David Byrne & Szu Cung (Sū Cōng) |          |
| Kiálts szabadságot (Cry Freedom)                                               | George Fenton & Jonas Gwangwa |          |
| A nap birodalma (Empire of the Sun)                                            | John Williams |          |
| Aki legyőzte Al Caponét (The Untouchables)                                     | Ennio Morricone |          |
| Az eastwick-i boszorkányok (The Witches of Eastwick)                           | John Williams |          |
| 1988 (61.)                                                                     | |          |
| A milagrói babháború (The Milagro Beanfield War)                               | Dave Grusin |          |
| Az alkalmi turista (The Accidental Tourist)                                    | John Williams |          |
| Veszedelmes viszonyok (Dangerous Liaisons)                                     | George Fenton |          |
| Gorillák a ködben (Gorillas in the Mist)                                       | Maurice Jarre |          |
| Esőember (Rain Man)                                                            | Hans Zimmer |          |
| 1989 (62.)                                                                     | |          |
| A kis hableány (The Little Mermaid)                                            | Alan Menken |          |
| Született július 4-én (Born on the Fourth of July)                             | John Williams |          |
| Azok a csodálatos Baker fiúk (The Fabulous Baker Boys)                         | Dave Grusin |          |
| Baseball álmok (Field of Dreams)                                               | James Horner |          |
| Indiana Jones és az utolsó kereszteslovag (Indiana Jones and the Last Crusade) | John Williams |          |

### 1990-es évek
| Év                                                    | Film                                                                                     | Jelöltek |
| ----------------------------------------------------- | ---------------------------------------------------------------------------------------- | -------- |
| 1990 (63.)                                            |                                                                                          |          |
| Farkasokkal táncoló (Dances with Wolves)              | John Barry                                                                               |          |
| Avalon                                                | Randy Newman                                                                             |          |
| Ghost                                                 | Maurice Jarre                                                                            |          |
| Havanna (Havana)                                      | Dave Grusin                                                                              |          |
| Reszkessetek, betörők! (Home Alone)                   | John Williams                                                                            |          |
| 1991 (64.)                                            |                                                                                          |          |
| A szépség és a szörnyeteg (Beauty and the Beast)      | Alan Menken                                                                              |          |
| Bugsy                                                 | Ennio Morricone                                                                          |          |
| A halászkirály legendája (The Fisher King)            | George Fenton                                                                            |          |
| JFK – A nyitott dosszié (JFK)                         | John Williams                                                                            |          |
| Hullámok hercege (The Prince of Tides)                | James Newton Howard                                                                      |          |
| 1992 (65.)                                            |                                                                                          |          |
| Aladdin                                               | Alan Menken                                                                              |          |
| Elemi ösztön (Basic Instinct)                         | Jerry Goldsmith                                                                          |          |
| Chaplin                                               | John Barry                                                                               |          |
| Szellem a házban (Howards End])                       | Richard Robbins                                                                          |          |
| Folyó szeli ketté (A River Runs Through It)           | Mark Isham                                                                               |          |
| 1993 (66.)                                            |                                                                                          |          |
| Schindler listája (Schindler's List)                  | John Williams                                                                            |          |
| Az ártatlanság kora (The Age of Innocence)            | Elmer Bernstein                                                                          |          |
| A cég (The Firm)                                      | Dave Grusin                                                                              |          |
| A szökevény (The Fugitive)                            | James Newton Howard                                                                      |          |
| Napok romjai (The Remains of the Day)                 | Richard Robbins                                                                          |          |
| 1994 (67.)                                            |                                                                                          |          |
| Az oroszlánkirály (The Lion King)                     | Hans Zimmer                                                                              |          |
| Forrest Gump                                          | Alan Silvestri                                                                           |          |
| Interjú a vámpírral (Interview with the Vampire)      | Elliot Goldenthal                                                                        |          |
| Kisasszonyok (Little Women)                           | Thomas Newman                                                                            |          |
| A remény rabjai (The Shawshank Redemption)            | Thomas Newman                                                                            |          |
| 1995 (68.)                                            |                                                                                          |          |
| Eredeti drámai filmzene                               |                                                                                          |          |
| Neruda postása (Il postino)                           | Luis Bacalov                                                                             |          |
| Apolló 13 (Apollo 13)                                 | James Horner                                                                             |          |
| A rettenthetetlen (Braveheart)                        | James Horner                                                                             |          |
| Nixon                                                 | John Williams                                                                            |          |
| Értelem és érzelem (Sense and Sensibility)            | Patrick Doyle                                                                            |          |
| Eredeti musical- vagy vígjátékfilmzene                |                                                                                          |          |
| Pocahontas                                            | Alan Menken (zene és zenekari zeneszerzés) & Stephen Schwartz (dalszöveg)                |          |
| Szerelem a Fehér Házban (The American President)      | Marc Shaiman                                                                             |          |
| Sabrina                                               | John Williams                                                                            |          |
| Toy Story – Játékháború (Toy Story)                   | Randy Newman                                                                             |          |
| Álmok hősei (Unstrung Heroes)                         | Thomas Newman                                                                            |          |
| 1996 (69.)                                            |                                                                                          |          |
| Eredeti drámai filmzene                               |                                                                                          |          |
| Az angol beteg (The English Patient)                  | Gabriel Yared                                                                            |          |
| Hamlet                                                | Patrick Doyle                                                                            |          |
| Michael Collins                                       | Elliot Goldenthal                                                                        |          |
| Ragyogj! (Shine)                                      | David Hirschfelder                                                                       |          |
| Pokoli lecke (Sleepers)                               | John Williams                                                                            |          |
| Eredeti musical- vagy vígjátékfilmzene                |                                                                                          |          |
| Emma                                                  | Rachel Portman                                                                           |          |
| Elvált nők klubja (The First Wives Club)              | Marc Shaiman                                                                             |          |
| A Notre Dame-i toronyőr (The Hunchback of Notre Dame) | Alan Menken (zene és zenekari zeneszerzés) & Stephen Schwartz (dalszöveg)                |          |
| James és az óriásbarack (James and the Giant Peach)   | Randy Newman                                                                             |          |
| Kinek a papné (The Preacher's Wife)                   | Hans Zimmer                                                                              |          |
| 1997 (70.)                                            |                                                                                          |          |
| Eredeti drámai filmzene                               |                                                                                          |          |
| Titanic                                               | James Horner                                                                             |          |
| Amistad                                               | John Williams                                                                            |          |
| Good Will Hunting                                     | Danny Elfman                                                                             |          |
| Kundun                                                | Philip Glass                                                                             |          |
| Szigorúan bizalmas (L.A. Confidential)                | Jerry Goldsmith                                                                          |          |
| Eredeti musical- vagy vígjátékfilmzene                |                                                                                          |          |
| Alul semmi (The Full Monty)                           | Anne Dudley                                                                              |          |
| Anasztázia (Anastasia)                                | Stephen Flaherty (zene), Lynn Ahrens (dalszöveg) & David Newman (zenekari zeneszerzés)   |          |
| Lesz ez még így se! (As Good as It Gets)              | Hans Zimmer                                                                              |          |
| Men in Black – Sötét zsaruk (Men in Black)            | Danny Elfman                                                                             |          |
| Álljon meg a nászmenet! (My Best Friend's Wedding)    | James Newton Howard                                                                      |          |
| 1998 (71.)                                            |                                                                                          |          |
| Eredeti drámai filmzene                               |                                                                                          |          |
| Az élet szép (Life Is Beautiful)                      | Nicola Piovani                                                                           |          |
| Elizabeth                                             | David Hirschfelder                                                                       |          |
| Pleasantville                                         | Randy Newman                                                                             |          |
| Ryan közlegény megmentése (Saving Private Ryan)       | John Williams                                                                            |          |
| Az őrület határán (The Thin Red Line)                 | Hans Zimmer                                                                              |          |
| Eredeti musical- vagy vígjátékfilmzene                |                                                                                          |          |
| Szerelmes Shakespeare (Shakespeare in Love)           | Stephen Warbeck                                                                          |          |
| Egy bogár élete (A Bug's Life)                        | Randy Newman                                                                             |          |
| Mulan                                                 | Matthew Wilder (zene), David Zippel (dalszöveg) & Jerry Goldsmith (zenekari zeneszerzés) |          |
| Patch Adams                                           | Marc Shaiman                                                                             |          |
| Egyiptom hercege (The Prince of Egypt)                | Stephen Schwartz (zene & szöveg) & Hans Zimmer (zenekari zeneszerzés)                    |          |
| 1999 (72.)                                            |                                                                                          |          |
| A vörös hegedű (The Red Violin)                       | John Corigliano                                                                          |          |
| Amerikai szépség (American Beauty)                    | Thomas Newman                                                                            |          |
| Angyal a lépcsőn (Angela's Ashes)                     | John Williams                                                                            |          |
| Árvák hercege (The Cider House Rules)                 | Rachel Portman                                                                           |          |
| A tehetséges Mr. Ripley (The Talented Mr. Ripley)     | Gabriel Yared                                                                            |          |

### 2000-es évek
| Év                                                                                        | Film                          | Jelöltek |
| ----------------------------------------------------------------------------------------- | ----------------------------- | -------- |
| 2000 (73.)                                                                                |                               |          |
| Tigris és sárkány (Crouching Tiger, Hidden Dragon)                                        | Tan Tun (Tan Dun)             |          |
| Csokoládé (Chocolat)                                                                      | Rachel Portman                |          |
| Gladiátor (Gladiator)                                                                     | Hans Zimmer                   |          |
| Maléna (Malèna)                                                                           | Ennio Morricone               |          |
| A hazafi (The Patriot)                                                                    | John Williams                 |          |
| 2001 (74.)                                                                                |                               |          |
| A Gyűrűk Ura: A Gyűrű Szövetsége (The Lord of the Rings: The Fellowship of the Ring)      | Howard Shore                  |          |
| A. I. – Mesterséges értelem (A.I. Artificial Intelligence)                                | John Williams                 |          |
| Egy csodálatos elme (A Beautiful Mind)                                                    | James Horner                  |          |
| Harry Potter és a bölcsek köve (Harry Potter and the Sorcerer's Stone)                    | John Williams                 |          |
| Szörny Rt. (Monsters, Inc.)                                                               | Randy Newman                  |          |
| 2002 (75.)                                                                                |                               |          |
| Frida                                                                                     | Elliot Goldenthal             |          |
| Kapj el, ha tudsz (Catch Me If You Can)                                                   | John Williams                 |          |
| Távol a mennyországtól (Far from Heaven)                                                  | Elmer Bernstein               |          |
| Az órák (The Hours)                                                                       | Philip Glass                  |          |
| A kárhozat útja (Road to Perdition)                                                       | Thomas Newman                 |          |
| 2003 (76.)                                                                                |                               |          |
| A Gyűrűk Ura – A király visszatér (The Lord of the Rings: The Return of the King)         | Howard Shore                  |          |
| Nagy Hal (Big Fish)                                                                       | Danny Elfman                  |          |
| Hideghegy (Cold Mountain)                                                                 | Gabriel Yared                 |          |
| Némó nyomában (Finding Nemo)                                                              | Thomas Newman                 |          |
| Ház a ködben (House of Sand and Fog)                                                      | James Horner                  |          |
| 2004 (77.)                                                                                |                               |          |
| Én, Pán Péter (Finding Neverland)                                                         | Jan A. P. Kaczmarek           |          |
| Harry Potter és az azkabani fogoly (Harry Potter and the Prisoner of Azkaban)             | John Williams                 |          |
| Lemony Snicket – A balszerencse áradása (Lemony Snicket's A Series of Unfortunate Events) | Thomas Newman                 |          |
| A passió (The Passion of the Christ)                                                      | John Debney                   |          |
| A falu (The Village)                                                                      | James Newton Howard           |          |
| 2005 (78.)                                                                                |                               |          |
| Brokeback Mountain – Túl a barátságon (Brokeback Mountain)                                | Gustavo Santaolalla           |          |
| Az elszánt diplomata (The Constant Gardener)                                              | Alberto Iglesias              |          |
| Egy gésa emlékiratai (Memoirs of a Geisha)                                                | John Williams                 |          |
| München (Munich)                                                                          | John Williams                 |          |
| Büszkeség és balítélet (Pride & Prejudice)                                                | Dario Marianelli              |          |
| 2006 (79.)                                                                                |                               |          |
| Bábel (Babel)                                                                             | Gustavo Santaolalla           |          |
| A jó német (The Good German)                                                              | Thomas Newman                 |          |
| Egy botrány részletei (Notes on a Scandal)                                                | Philip Glass                  |          |
| A faun labirintusa (Pan's Labyrinth)                                                      | Javier Navarrete              |          |
| A királynő (The Queen)                                                                    | Alexandre Desplat             |          |
| 2007 (80.)                                                                                |                               |          |
| Vágy és vezeklés (Atonement)                                                              | Dario Marianelli              |          |
| Börtönvonat Yumába (3:10 to Yuma)                                                         | Marco Beltrami                |          |
| Papírsárkányok (The Kite Runner)                                                          | Alberto Iglesias              |          |
| Michael Clayton                                                                           | James Newton Howard           |          |
| L’ecsó (Ratatouille)                                                                      | Michael Giacchino             |          |
| 2008 (81.)                                                                                |                               |          |
| Gettómilliomos (Slumdog Millionaire)                                                      | A. R. Rahman                  |          |
| Benjamin Button különös élete (The Curious Case of Benjamin Button)                       | Alexandre Desplat             |          |
| Ellenállók (Defiance)                                                                     | James Newton Howard           |          |
| Milk                                                                                      | Danny Elfman                  |          |
| WALL·E                                                                                    | Thomas Newman                 |          |
| 2009 (82.)                                                                                |                               |          |
| Fel (Up)                                                                                  | Michael Giacchino             |          |
| Avatar                                                                                    | James Horner                  |          |
| A fantasztikus Róka úr (Fantastic Mr. Fox)                                                | Alexandre Desplat             |          |
| A bombák földjén (The Hurt Locker)                                                        | Marco Beltrami & Buck Sanders |          |
| Sherlock Holmes                                                                           | Hans Zimmer                   |          |

### 2010-es évek
| Év                                                                             | Film                         | Jelöltek |
| ------------------------------------------------------------------------------ | ---------------------------- | -------- |
| 2010 (83.)                                                                     |                              |          |
| Social Network – A közösségi háló (The Social Network)                         | Trent Reznor & Atticus Ross  |          |
| 127 óra (127 Hours)                                                            | A. R. Rahman                 |          |
| Így neveld a sárkányodat (How to Train Your Dragon)                            | John Powell                  |          |
| Eredet (Inception)                                                             | Hans Zimmer                  |          |
| A király beszéde (The King's Speech)                                           | Alexandre Desplat            |          |
| 2011 (84.)                                                                     |                              |          |
| The Artist – A némafilmes (The Artist)                                         | Ludovic Bource               |          |
| Tintin kalandjai (The Adventures of Tintin)                                    | John Williams                |          |
| A leleményes Hugo (Hugo)                                                       | Howard Shore                 |          |
| Suszter, szabó, baka, kém (Tinker Tailor Soldier Spy)                          | Alberto Iglesias             |          |
| Hadak útján (War Horse)                                                        | John Williams                |          |
| 2012 (85.)                                                                     |                              |          |
| Pi élete (Life of Pi)                                                          | Mychael Danna                |          |
| Anna Karenina                                                                  | Dario Marianelli             |          |
| Az Argo-akció (Argo)                                                           | Alexandre Desplat            |          |
| Lincoln                                                                        | John Williams                |          |
| Skyfall                                                                        | Thomas Newman                |          |
| 2013 (86.)                                                                     |                              |          |
| Gravitáció (Gravity)                                                           | Steven Price                 |          |
| A könyvtolvaj (The Book Thief)                                                 | John Williams                |          |
| A nő (Her)                                                                     | Will Butler & Owen Pallett   |          |
| Philomena – Határtalan szeretet (Philomena)                                    | Alexandre Desplat            |          |
| Banks úr megmentése (Saving Mr. Banks)                                         | Thomas Newman                |          |
| 2014 (87.)                                                                     |                              |          |
| A Grand Budapest Hotel (The Grand Budapest Hotel)                              | Alexandre Desplat            |          |
| Kódjátszma (The Imitation Game)                                                | Alexandre Desplat            |          |
| Csillagok között (Interstellar)                                                | Hans Zimmer                  |          |
| Mr. Turner                                                                     | Gary Yershon                 |          |
| A mindenség elmélete (The Theory of Everything)                                | Jóhann Jóhannsson            |          |
| 2015 (88.)                                                                     |                              |          |
| Aljas nyolcas (The Hateful Eight)                                              | Ennio Morricone              |          |
| Kémek hídja (Bridge of Spies)                                                  | Thomas Newman                |          |
| Carol                                                                          | Carter Burwell               |          |
| Sicario – A bérgyilkos (Sicario)                                               | Jóhann Jóhannsson            |          |
| Star Wars VII. rész – Az ébredő Erő (Star Wars: The Force Awakens)             | John Williams                |          |
| 2016 (89.)                                                                     |                              |          |
| Kaliforniai álom (La La Land)                                                  | Justin Hurwitz               |          |
| Jackie                                                                         | Micachu                      |          |
| Oroszlán (Lion)                                                                | Hauschka & Dustin O'Halloran |          |
| Holdfény (Moonlight)                                                           | Nicholas Britell             |          |
| Utazók (Passengers)                                                            | Thomas Newman                |          |
| 2017 (90.)                                                                     |                              |          |
| A víz érintése (The Shape of Water)                                            | Alexandre Desplat            |          |
| Dunkirk                                                                        | Hans Zimmer                  |          |
| Fantomszál (Phantom Thread)                                                    | Jonny Greenwood              |          |
| Star Wars VIII. rész – Az utolsó jedik (Star Wars: The Last Jedi)              | John Williams                |          |
| Három óriásplakát Ebbing határában (Three Billboards Outside Ebbing, Missouri) | Carter Burwell               |          |
| 2018 (91.)                                                                     |                              |          |
| Fekete Párduc (Black Panther)                                                  | Ludwig Göransson             |          |
| Csuklyások – BlacKkKlansman (BlacKkKlansman)                                   | Terence Blanchard            |          |
| Ha a Beale utca mesélni tudna (If Beale Street Could Talk)                     | Nicholas Britell             |          |
| Kutyák szigete (Isle of Dogs)                                                  | Alexandre Desplat            |          |
| Mary Poppins visszatér (Mary Poppins Returns)                                  | Marc Shaiman                 |          |
| 2019 (92.)                                                                     |                              |          |
| Joker                                                                          | Hildur Guðnadóttir           |          |
| Kisasszonyok (Little Women)                                                    | Alexandre Desplat            |          |
| Házassági történet (Marriage Story)                                            | Randy Newman                 |          |
| 1917                                                                           | Thomas Newman                |          |
| Star Wars IX. rész – Skywalker kora (Star Wars: The Rise of Skywalker)         | John Williams                |          |

### 2020-as évek
| Év                                                                       | Film                                     | Jelöltek |
| ------------------------------------------------------------------------ | ---------------------------------------- | -------- |
| 2020 (93.)                                                               |                                          |          |
| Lelki ismeretek (Soul)                                                   | Jon Batiste, Trent Reznor & Atticus Ross |          |
| Az 5 bajtárs (Da 5 Bloods)                                               | Terence Blanchard                        |          |
| Mank                                                                     | Trent Reznor & Atticus Ross              |          |
| Minari – A családom története (Minari)                                   | Emile Mosseri                            |          |
| A kapitány küldetése (News of the World)                                 | James Newton Howard                      |          |
| 2021 (94.)                                                               |                                          |          |
| Dűne (Dune)                                                              | Hans Zimmer                              |          |
| A kutya karmai közt (The Power of the Dog)                               | Jonny Greenwood                          |          |
| Encanto (Encanto)                                                        | Germaine Franco                          |          |
| Ne nézz fel! (Don't Look Up)                                             | Nicholas Britell                         |          |
| Párhuzamos anyák (Madres paralelas)                                      | Alberto Iglesias                         |          |
| 2022 (95.)                                                               |                                          |          |
| Nyugaton a helyzet változatlan (Im Westen nichts Neues)                  | Volker Bertelmann                        |          |
| Babylon                                                                  | Justin Hurwitz                           |          |
| A sziget szellemei (The Banshees of Inisherin)                           | Carter Burwell                           |          |
| Minden, mindenhol, mindenkor (Everything Everywhere All at Once)         | Son Lux                                  |          |
| A Fabelman család (The Fabelmans)                                        | John Williams                            |          |
| 2023 (96.)                                                               |                                          |          |
| Oppenheimer                                                              | Ludwig Göransson                         |          |
| Amerikai irodalom (American Fiction)                                     | Laura Karpman                            |          |
| Indiana Jones és a sors tárcsája (Indiana Jones and the Dial of Destiny) | John Williams                            |          |
| Megfojtott virágok (Killers of the Flower Moon)                          | Robbie Robertson                         |          |
| Szegény párák (Poor Things)                                              | Jerskin Fendrix                          |          |
| 2024 (96.)                                                               |                                          |          |
| A brutalista (The Brutalist)                                             | Daniel Blumberg                          |          |
| A vad robot (The Wild Robot)                                             | Kris Bowers                              |          |
| Emilia Pérez                                                             | Clément Ducol és Camille                 |          |
| Konklávé (Conclave)                                                      | Volker Bertelmann                        |          |
| Wicked                                                                   | John Powell és Stephen Schwartz          |          |